# Salome Melia
Salome Melia (Batumi, 14. travnja 1987.), gruzijska šahistica i šahovska velemajstorica.
Godine 2001. osvojila je Svjetsko juniorsko prvenstvo (do 14 godina) u Španjolskoj. Dvaput je bila europska prvakinja do 18 godina: 2004. u Turskoj i 2005. u Herceg Novom. 
Gruzijska prvenstva osvajala je 2008. i 2010. godine. Bila je srebrna na EP-u u Beogradu 2013. i brončana u Plovdivu sljedeće godine.
S gruzijskom momčadi osvojila je zlatno odličje na Svjetskom ekipnom prvenstvu 2015. u Kini. Nastupila je na dvije Šahovske olimpijade (2010. i 2014.).
Natjecala se i u brzopoteznom šahu. Najviši ELO Rating imala je u kolovozu 2014. (2475 bodova).
U klupskom se šahu natjecala za turski  Türk Hava Yollari S.K., iranski Khaneh Shatrandj Babol, rumunjski CS Contor Group Arad i njemački SV Mülheim-Nord. S gruzijskim Samaia Tiflis dvaput je osvajala Europski klupski kup, a s Nona Batumi-jem iz rodnog grada osvojila je Europski klupski kup 2014. u Bilbau.

## Vanjske poveznice
- Odigrane šahovske partije na chessgames.com